# Белоус (река)
Белоу́с (укр. Білоус) — правый приток Десны, протекающий по Черниговскому району Черниговской области. Грязнейшая река Черниговской области.

## География
Длина — 57 или 55 км. Площадь бассейна — 657 км². Русло реки (отметки уреза воды) в нижнем течении (село Гущин) находится на высоте 106,3 м над уровнем моря. 
Долина корытообразная, шириной 2 км. Пойма местами заболоченная, встречаются старицы. Ширина русла в среднем 5 м, в верховье не превышает 3-8 м, вблизи устья — 20 м. Глубины колеблются в пределах 0,5-1,5 м. Уклон — 0,82 м/км.  Питание смешанное, преимущественно снежное. Гидрологический режим определяется весенним половодьем и летней меженью. Ледостав с декабря по март. Дно торфянистое, местами заиленное или песчаное. В долине есть залежи торфа. В пойме приустьевой части и нижнего течения созданы рыбные пруды (возле сёл Жавинка, Павловка). 
В пойме реки (среднее течение: между притоками Струга и Свишень) расположен гидрологический заказник местного значения Белоусский, с общей площадью 273 га.
Притоки (от истока к устью):
бывший Репкинский район
1. б/н (село Красковка)
2. б/н (юго-западнее Красковки)
3. левый б/н (село Суличевка)
4. левый б/н (село Бихальцоховка)
5. левый б/н (село Гучин)
6. правый б/н (село Трудовое)

бывший Черниговский район
1. левый б/н (село Сибереж) (берёт начало в Репкинском районе)
2. правый б/н
3. правый Свишень
4. левый б/н (село Хмельница)
5. левый б/н (село Рябцы)
6. левый б/н
7. правый Струга
8. правый Руда
9. правый Ильговка
10. правый Киянка
11. левый Жавинка

Согласно изданию «Чернігівщина: Енциклопедичний довідник», река Белоус имеет такие притоки: в Репкинском районе — Кривица (правый), Ржавец (левый), Ризница (левый), Ховхла, Хохловка (правый), в Черниговском районе — Вишня (правый), Возинка (левый), Жавинка (левый), Ильговка (правый), Руда(правый), Свишня (правый), Хмельничка (правый).

## Населённые пункты
Населённые пункты на реке (от истока к устью):
1. Малый Листвен
2. Бихальцоховка
3. Гучин
4. Ямище
5. Табаевка
6. Рогощи
7. Рыжики
8. Редьковка
9. Рудка
10. Кошевка
11. Новый Белоус
12. Старый Белоус
13. Павловка
14. Гущин

## Ихтиофауна
В реке выявлено 15 видов рыб. В верховье, вблизи села Кошевка, встречается всего 4 вида, в частности: щука, плотва, краснопёрка, верховка. В среднем течении, в районе села Павловка (коллектор очистных сооружений) выявлено 8 видов: плотва, елец, язь, верховка, пескарь, верховодка, лещ, карп. В нижнем течении, на участке села Жавинка — устье, зарегистрировано 8 видов рыб: плотва, елец, язь, верховка, пескарь, краснопёрка, подуст и окунь.

## Исторические сведения
В черте села Гущин, на выступе левого берега реки Белоус, напротив деревни Киенка находится городище, с севера и запада ограниченное долиной реки, а с юго-восточной укреплённое валом и рвом. На городище находится современное кладбище. Рядом расположено одновременное селище. Древнерусское камерное погребение на небольшом «сельском» кладбище в селе Гущин очень необычно, так как захоронения в камерах на Руси обычно связаны с некрополями первых древнерусских городов и крупных торгово-ремесленных центров, ориентированных на международную торговлю.